# Diplacus lompocensis
Diplacus lompocensis är en gyckelblomsväxtart som beskrevs av Mcminn.. Diplacus lompocensis ingår i släktet Diplacus och familjen gyckelblomsväxter. Inga underarter finns listade i Catalogue of Life.